# Pterocaulon serrulatum
Pterocaulon serrulatum là một loài thực vật có hoa trong họ Cúc. Loài này được (Montrouz.) Guillaumin miêu tả khoa học đầu tiên năm 1937.